# Kontra Ferenc (diplomata)
Kontra Ferenc (Budapest, 1954. április 2. – ) magyar diplomata, nagykövet.

## Pályája
1977-ben végzett az ukrajnai Tarasz Sevcsenko Kijevi Állami Egyetem nemzetközi kapcsolatok szakán, és rögtön a magyar Külügyminisztériumban kezdett dolgozni. 1980 és 1985 között az iráni nagykövetség konzulja volt, 1985-92-ig szovjet ügyekkel foglalkozott a Külügyminisztériumban, ezen belül 1987-től rendszeresen tolmácsolt magyar-szovjet, illetve magyar-orosz külügyminiszteri, miniszterelnöki és államfői találkozókon. A külügyminisztériumban orosz referensitől a Független Államok Közössége témakörért felelős 9. területi főosztályvezetőig több pozíciót is betöltött. 1989-90 között az ENSZ UNTAG-missziójának tagja volt Namíbiában, majd az 1990-es évek elején az athéni nagykövetség első titkáraként dolgozott.
2001. május 28-tól Kontra volt a vezetője a kijevi magyar missziónak, Grúziában is akkreditált nagykövetként. Itt alig egy évet töltött, 2002. november 6-án már új megbízólevelét adta át Vlagyimir Putyin orosz elnöknek a Kremlben. Magyarország moszkvai nagykövetsége vezetőjeként három évet töltött Oroszországban nagykövetként, akkreditálva volt Fehéroroszországban, Üzbegisztánban és Örményországban is. 2005. június 3-án mentették fel, utóda Székely Árpád lett.
Kontra volt Magyarország első nagykövete Fehéroroszország minszki nagykövetségén, az újonnan nyitott diplomáciai képviselet vezetésére szóló megbízása 2008 április 2-án kelt. A diplomata munkáját sok tényező nehezítette, a belorusz hatóságok nem tartják a kapcsolatot a diplomatákkal és gyakran nem is fogadják el a meghívókat, vagy visszautasítják a kezdeményezett találkozókat. Belorusz sajátosság, hogy a nekik nem tetsző politikát folytató országok diplomatáit lejáratják, ellenük sajtóhadjáratot indítanak. Kontra is hasonlóképpen járt, amikor 2011-ben egy összevágott hangfelvétel jelent meg a YouTube-on a felesége telefonbeszélgetéséről. A felvétel közreadásában való érintettségét a belorusz hatóságok tagadták, azonban az eset illeszkedett a feszült magyar-fehérorosz viszony kísérőjelenségibe. Kontra 2012. március 5-ig töltötte be nagyköveti tisztségét, utóda Sziklavári Vilmos lett.
Oroszul és angolul beszél, az ukránt is megérti. Felesége ukrán származású, egy lányuk van.